# Pirata brevipes
Pirata brevipes là một loài nhện trong họ Lycosidae.
Loài này thuộc chi Pirata. Pirata brevipes được Richard C. Banks miêu tả năm 1893.